# Laura Popa
Laura Petruța Popa (Slatina, 1994. június 29. –) román válogatott kézilabdázó.

## Pályafutása

### Klubcsapatokban
Pályafutását a kolozsvári egyetemi csapatban, a Universitatea Cluj-Napocában kezdte. 2013-tól 2017-ig kézilabdázott a klubban, majd rövid időre a Dinamo București játékosa lett. A 2017–2018-as idényben a Corona Brașov játékosa volt, ezt követően pedig visszatért Kolozsvárra. 2019 nyarától a magyar élvonalban szereplő Mosonmagyaróvári KC csapatában folytatta pályafutását.

### A válogatottban
2010-től volt tagja a román korosztályos válogatottaknak. 2012-ben az ifjúsági világbajnokságon negyedik helyezett csapat tagja volt. A román válogatottban 2015-ben mutatkozott be, részt vett a következő évi Európa-bajnokságon, ahol a románok ötödikek lettek.

## Sikerei, díjai
- Ifjúsági világbajnokság:
  - 4. hely: 2012
- Egyetemi világbajnokság:
  - 2. hely: 2016